# Chloraea alpina
Chloraea alpina es una especie de orquídea de hábito terrestre originaria de Sudamérica.

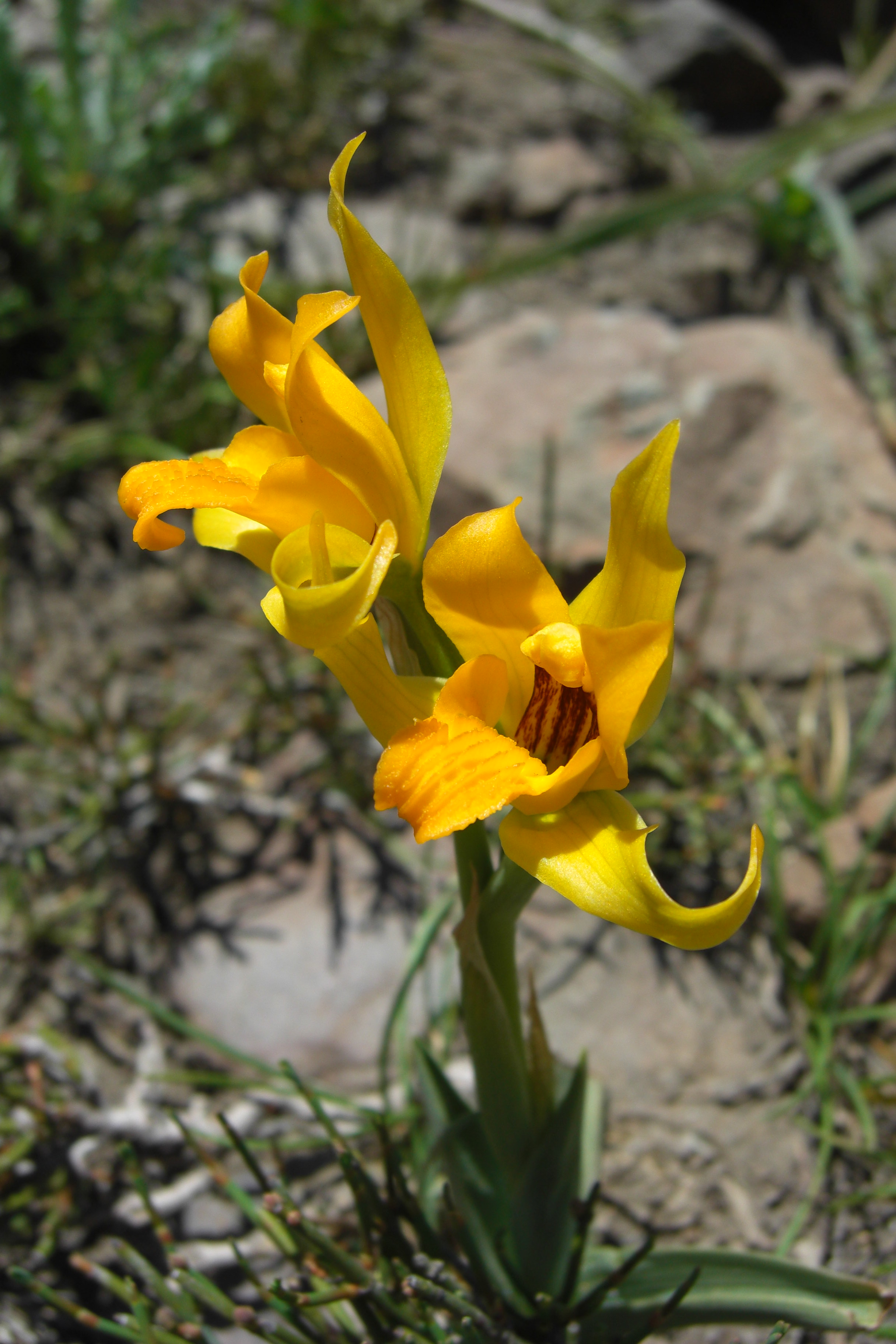
Vista de la planta

## Descripción
Es una orquídea de tamaño medio que prefiere el clima fresco. Tiene  hábito terrestre con hojas en forma de abanico, lineales, agudas, conduplicadas. Florece en la primavera en una inflorescencia terminal, erecta, con varias flores.

## Distribución
Se encuentra en Argentina (Patagonia) y Chile a altitudes de 50 a 2100 metros.

## Taxonomía
Chloraea alpina fue descrita por Eduard Friedrich Poeppig y publicado en Fragmentum Synopseos Plantarum Phanerogamum 17. 1833.
Etimología
Ver: Chloraea
alpina: epíteto latino que significa "alpino, de montaña".
Sinonimia
- Asarca alpina (Poepp.) Kuntze, Revis. Gen. Pl. 2: 652 (1891).
- Chloraea cholilensis Speg. & Kraenzl. in F.W.L.Kraenzlin, Orchid. Gen. Sp. 2: 74 (1903).
- Chloraea ferruginea Speg. & Kraenzl. in F.W.L.Kraenzlin, Orchid. Gen. Sp. 2: 76 (1903).
- Chloraea hookeriana Speg. & Kraenzl. in F.W.L.Kraenzlin, Orchid. Gen. Sp. 2: 79 (1903).
- Chloraea xerophila Kraenzl., Bot. Jahrb. Syst. 44(101): 4 (1910).
- Chloraea perez-moreaui Garay, Comun. Inst. Nac. Invest. Ci. Nat., Cer. Ci. Bot. 1(6): 5 (1954)[4]